# 세계 무역 센터 빌딩 (도쿄)
세계 무역 센터 빌딩(일본어: 世界貿易センタービル)은 일본 도쿄도 미나토구에 있는 회의실 · 전시장 · 결혼식장 · 전망대 · 식당가 등을 갖춘 복합 오피스 빌딩이다.